# Paul Durand-Ruel
Paul Durand-Ruel (Párizs, 1831. október 31. – Párizs, 1922. február 5.) francia műkereskedő, az impresszionisták legnagyobb támogatója. Durand-Ruel volt az első, aki festményt vett Pierre-Auguste Renoirtól (Evezősparti) és Claude Monet-tól (Egy őszi nap vége). 
1891 és 1922 között, a nyilvánvaló üzleti kockázatok ellenére, csaknem 12 ezer képet vásárolt, közülük több mint ezret Monet-tól, nagyjából 1500-at Renoir-tól, több mint 400-at Edgar Degas-tól, Alfred Sisley-től és Eugène Boudintól, 800-at Camille Pissarrótól, csaknem 200-at Édouard Manet-tól és 400-at Mary Cassatt-tól. A Musée d’Orsay-ban mintegy száz olyan kép van, amelyet egykor megvett.
Durand-Ruel sok tekintetben forradalmasította a műkereskedelmet. A szokásokkal ellentétben nemcsak Párizsban, hanem Brüsszelben és New Yorkban is nyitott galériát. Számos nemzetközi kiállítást szervezett, valamint önálló tárlatokat hozott létre, hogy megismertessen egy-egy művészt. Hatalmas pénzügyi rizikót vállalva nagy tételben vásárolt olyan alkotóktól, akiket támadott a kritika, és akiknek nem volt piaca. Ezzel azonban életben tartotta az impresszionista mozgalmat. Monet, két évvel a műkereskedő halála után ezt mondta Marc Elder francia írónakː „Durand nélkül mi, impresszionisták valamennyien éhen haltunk volna.” Barátja, Renoir pedig így jellemezteː „elegáns polgár, jó férj és apa, hűséges monarchista, gyakorló keresztény és ízig-vérig hazardőr”.

## Ifjúsága, családja
Apja Jean Durand, anyja Marie Ruel, a párizsi Durand-Ruel művészkellékeket és nyomatokat áruló bolt tulajdonosai voltak. Az üzletben kiállításokat is rendeztek, mások mellett Eugène Delacroix, Jean-Baptiste Camille Corot és Théodore Géricault számára. Jean Durand eladott és kölcsönzött is képeket, így a bolt hamarosan a művészek és gyűjtők találkozóhelyévé vált, és galériává alakult. 1839-ben az üzlet Párizs egyik elegáns negyedébe, a rue des Petits Champs 103.-ba költözött.
Paul Durand-Ruel 1851-ben belépett a Saint Cyr katonai akadémiára, majd leszerelése után apjának segített a galériában. A következő években több utazást tett Franciaországban és Európában. Királypárti katolikus volt, minden reggel részt vett a misén. 1862-ben feleségül vette Eva Lafont, aki öt gyereket szült neki. Neje 30 éves korában, 1871-ben meghalt, ettől kezdve Durand-Ruel, aki nem házasodott meg újra, egyedül nevelte fel gyerekeit, akiket a Szent Ignácról elnevezett jezsuita iskolába járatott a rue Madridba.

## Pályafutása

### Barbizoni iskola
1865-ben édesapja meghalt, és Durand-Ruel átvette a galéria irányítását, amelyet Párizs művészetének szívébe, a rue Laffitte-ba, a 16-os szám alá költöztetett. Ekkor kezdte meg a barbizoni iskola alkotóinak – Jean-Baptiste Camille Corot, Théodore Rousseau, Narcisse Virgilio Díaz de la Peña, Jules Dupré, Gustave Courbet – támogatását, ami kulcsfontosságú volt elismerésükben. Annak érdekében, hogy megismertesse őket a nagyközönséggel és a gyűjtőkkel, egyszerre állította ki képeiket az akadémikus festőkkel. Az első időkben ő volt az egyetlen kereskedő, aki a barbizoniaktól képet vett, gyakran magasabb árat adva, mint amennyit kaphatott értük. Kevésbé kifizetődő befektetéseit az elismert alkotók képeinek megvásárlásával-eladásával finanszírozta. 1870–1871-ben Londonban és Brüsszelben nyitott galériát. 1868-ban megrendezte a barbizoni festők nagy kiállítását, válaszul a hivatalos Szalonra, amely visszautasította festményeiket.
1869-ben megalapította a  La Revue Internationale de L’Art et de la Curiosité című független művészeti lapot, hogy teret nyisson azoknak a véleményeknek is, amelyek eltértek az általánosan elfogadottaktól. 1890-ben indított egy másik lapot is L’Art dans les deux mondes címmel. Ezekben a lapokban bemutatta azokat az alkotókat, akiket képviselt.

### Impresszionizmus

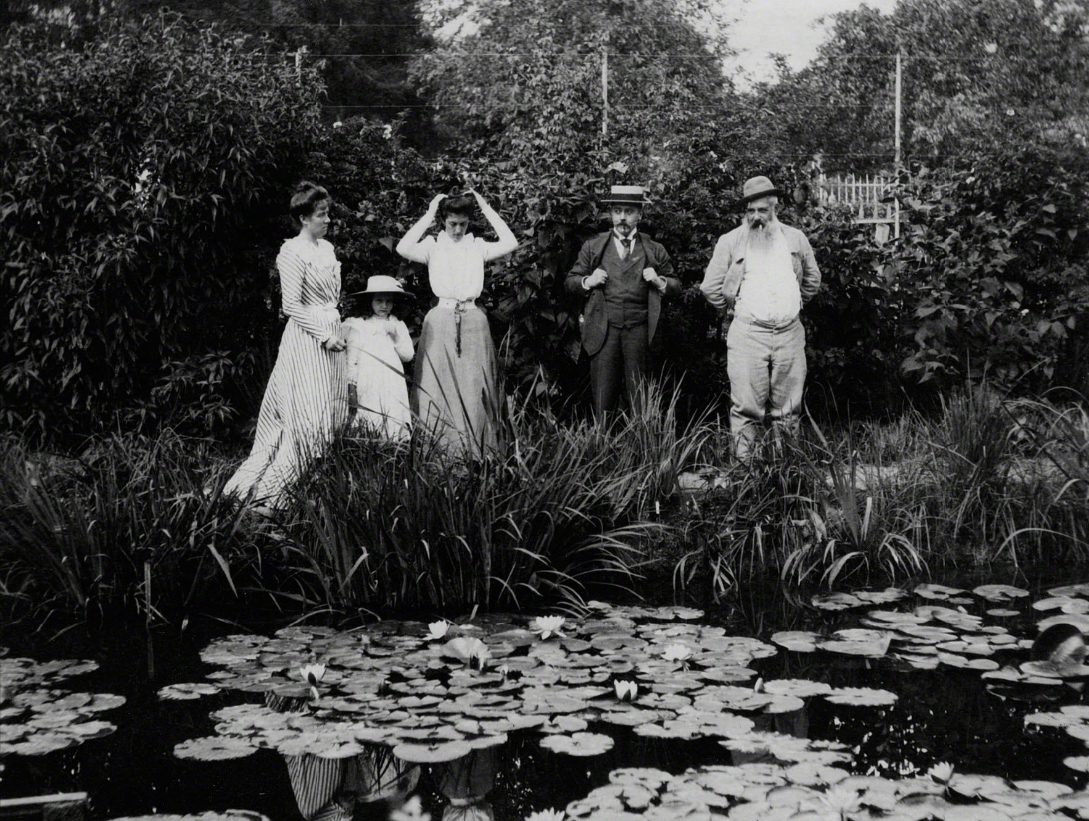
Durand-Ruell és Claude Monet Givernyben 1900-ban

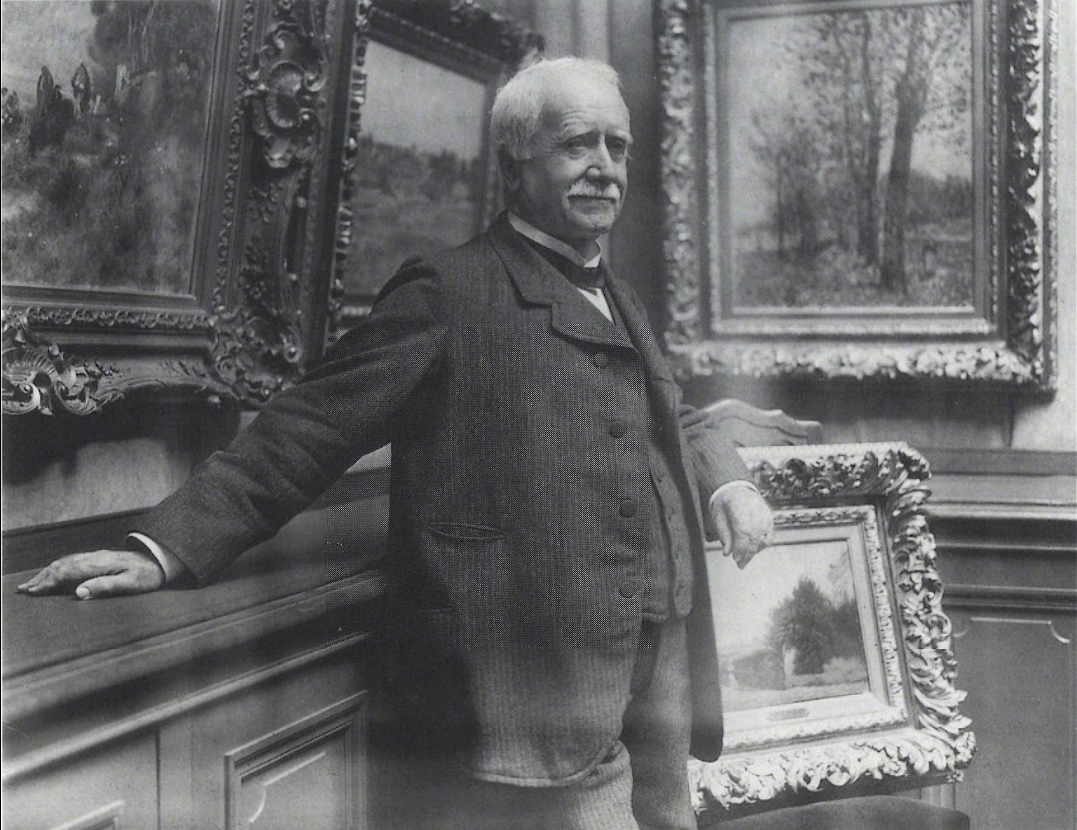
Durand-Ruel 1910-ben

Az 1870 elején Londonban ismerkedett meg Claude Monet-val és Camille Pissarróval, ahova mindhárman a porosz–francia háború elől menekültek. Első találkozójukat a barbizoni festő, Charles-François Daubigny szervezte meg. Ez a megbeszélés fordulópontot jelentett a műkereskedő és az impresszionista alkotók életében is. Durand-Ruell megvásárolta első képeit Monet-tól és Pissarrótól, majd a barbizoniak képeivel együtt kiállította őket a New Bond utcai German Galleryben, ezzel státust és legitimációt adva a két festőnek. Ezek a kiállítások 1875-ig folytatódtak, ezeken mutatta be például Monet azóta ikonikussá vált ködös Temze- és London-képeit.
Miután visszatért Párizsba, megkezdte más impresszionisták, köztük Auguste Renoir, Mary Cassatt és Edgar Degas képeinek vásárlását is. Édouard Manet-val 1872-ben találkozott először, és rögtön 23 festményt vásárolt tőle.
1876-ban Durand-Ruel saját galériájában rendezte meg az impresszionisták második tárlatát, amelyet a kritika és a közönség sem fogadott kedvezően. Egy francia bíráló például azt írta egy Renoir-aktról, hogy a művésznek el kellene magyarázni, mi a különbség az élő és a rothadó hús között, az előbbin ugyanis nincsenek „bíbor és zöld pacák”.
Durand-Ruell erkölcsileg és pénzzel is támogatta az akkor még elismertségért küzdő impresszionistákat, ha megszorultak kölcsönzött nekik, kifizette számláikat. Hosszú időn át ő volt az egyetlen, aki festményeket vett tőlük. A festményekért gyakran nem fizetett átvételkor, hanem havi állandó apanázsban állapodott meg a művészekkel. Tette ezt annak ellenére, hogy 1883−1884-ben maga is pénzügyi gondokkal küzdött.
1883-ban, különösebb siker nélkül, kiállításokat rendezett Berlinben, Londonban, Bostonban és Rotterdamban, valamint létrehozta Eugène Boudin, Claude Monet, Camille Pissarro, Alfred Sisley és Pierre-Auguste Renoir első önálló tárlatát.
1885 novemberében Renior, Durand-Ruel legközelebbi barátja ezt írta nekiː A közönség, a sajtó és a kereskedők „bármit is csinálnak, nem tesznek kárt igaz vonásaidbanː a művészet szeretetében és az élő művészek védelmében. Ez lesz jövendő örökséged.”
Paul Durand-Ruel gyakorlatilag csődbe jutott 1886-ban. Ebben az évben James Sutton, az amerikai művészeti szövetség (American Art Association) elnöke meghívta, hogy rendezzen kiállítást New Yorkban, majd Washingtonban, Cincinnatiban és Philadelphiában. Három hónapon át tartott az út, és sikerült 49 festményt eladnia 40 ezer dollárért, ami akkor igen komoly összegnek számított. Egy évvel később galériát nyitott New Yorkban.
A tárlat sikere az impresszionista alkotók első hivatalos elismerését jelentette, és elősegítette a műkereskedő New York-i és amerikai beágyazódását. 1890-től, Renoir és Pissarro, majd Monet elismertségének köszönhetően, rendeződtek a galéria pénzügyei.
A következő másfél évtizedben Durand-Ruel számos kiállítást rendezett, csak Németországban tízet. Az 1905-ös londoni tárlaton csaknem 300 impresszionista alkotást mutatott be a Grafton Galleries-ben, valószínűleg ez volt minden idők legnagyobb ilyen jellegű seregszemléje. 1910-ben Renoir megfestette portréját, amely egy magángyűjtemény része. 1920-ban megkapta a Becsületrendet, azonban nem a képzőművészetért tett erőfeszítéséért, hanem a külkereskedelem előmozdításáért. 1922. február 5-én elhunyt.